# Новая Ольшанка (Одесская область)
Новая Ольшанка (укр. Нова Вільшанка) — село в Лиманском районе Одесской области Украины.

## История
В июле 1995 года Кабинет министров Украины утвердил решение о приватизации находившегося здесь совхоза.
Население по переписи 2001 года составляло 329 человек.

## Местный совет
67541, Одесская обл., Лиманский р-н, с. Першотравневое, ул. Мира, 4